# Lustre (группа)
Lustre — шведский блэк-метал-проект, основанный в 2008 году.

## История
Проект был образован в 2008 году единственным участником под псевдонимом Nachtzeit (настоящее имя Хенрик Сундинг). Первый мини-альбом под названием «Serenity» выходит в ноябре 2008 года на лейбле Heidens Hart тиражом в 250 копий на кассетах, а позже был переиздан на CD лейблом Kunsthauch. Позже в мае 2009 года выходит дебютный альбом Night Spirit на лейбле De Tenebrarum Principio. В сентябре того же года выходит демо Neath the Black Veil, а в декабре второй мини-альбом Welcome Winter. В сентябре 2010 года последовал второй полноформатный альбом A Glimpse of Glory. В 2012 году Lustre подписывает контракт с Nordvis Produktion и в апреле выпускает на нем мини-альбом Of Strength and Solace. В том же году в мае Lustre выпускает третий полноформатный альбом They Awoke to the Scent of Spring. Позже, в сентябре 2013 года выходит четвертый альбом Wonder, а в октябре того же года выходит мини-альбом A Spark Of Times Of Old. Далее следуют сплиты с таким группами, как Feigur, Aus Der Transzendenz, Elderwind. В 2015 году выходит мини-альбом Phantom, а в апреле того же года Lustre выпускает свой пятый полноформатный альбом Blossom.
3 ноября 2017 года вышел шестой альбом Still Innocence.
16 февраля 2018 года выходит сингл «The First Snow», а также были выпущены футболки с изображением обложки сингла, художником которого выступил Жоан Льопис Доменек.

## Музыка
Lustre исполняет музыку в стиле атмосферик-блэк-метал с эмбиент-вставками. Лирика песен Lustre немногословна, но в ней хватает темы природы, тьмы и духовности.

## Состав
- Nachtzeit — все инструменты, вокал

## Дискография

### Студийные альбомы
- 2009 — Night Spirit
- 2010 — A Glimpse of Glory
- 2012 — They Awoke to the Scent of Spring
- 2013 — Wonder
- 2015 — Blossom
- 2017 — Still Innocence
- 2020 — The Ashes of Light
- 2022 — A Thirst for Summer Rain

### EP и синглы
- 2008 — Serenity
- 2009 — Welcome Winter
- 2012 — Of Strength and Solace
- 2013 — A Spark of Times of Old
- 2014 — Neath Rock and Stone
- 2015 — Phantom
- 2015 — Nestle Within
- 2017— Forest Wanderer
- 2018 — The First Snow
- 2020 — Like Music in the Night

### Сплит-альбомы
- 2012 — Feigur/Lustre (сплит с Feigur)
- 2013 — Vixerunt (сплит с Aus Der Transzendenz)
- 2014 — Through the Ocean to the Stars (сплит с Elderwind)

### Компиляции
- 2013 — Lost in Lustrous Night Skies
- 2019 — Another Time, Another Place (Chapter I & II)

### Демоальбомы
- 2009 — Neath the Black Veil